# Escamotage d'une dame au théâtre Robert Houdin
Escamotage d'une dame au théâtre Robert Houdin er en fransk stumfilm fra 1896 af Georges Méliès.